# Espèces eucharistiques

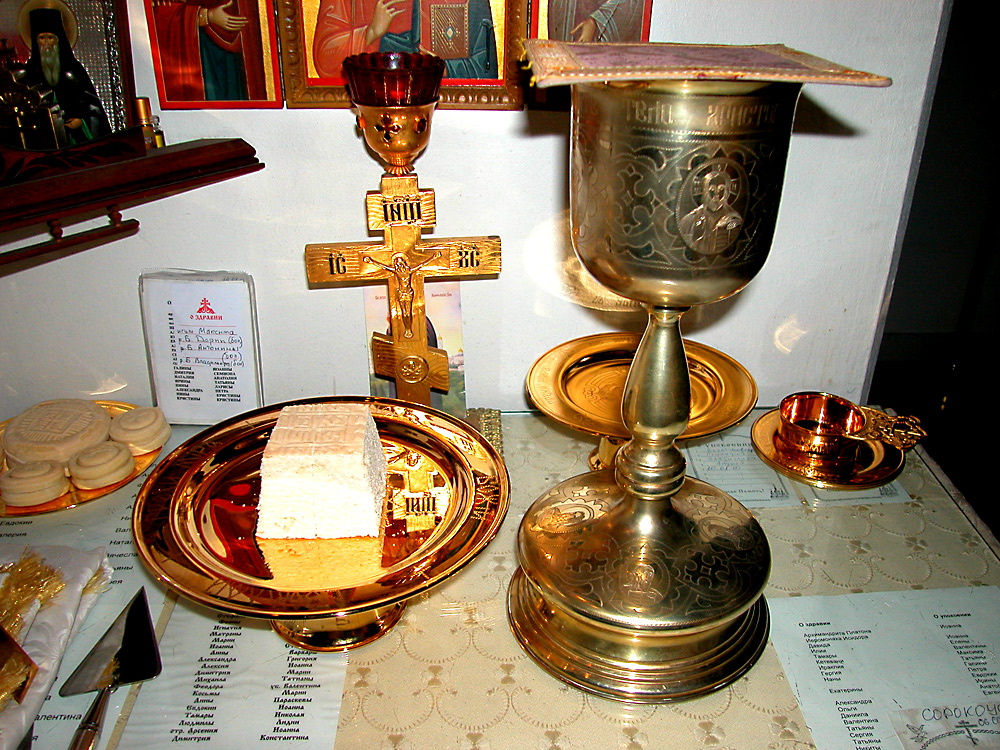
Présentation côte à côte des deux espèces eucharistiques du pain et du vin telle que vécue par l'Église orthodoxe.

Les espèces eucharistiques, ou saintes espèces, désignent le pain et le vin changés en Corps et en Sang du Christ durant la messe (transsubstantiation). 
Un prêtre les consacre par la prière eucharistique avant de les offrir en communion.

## Description
Plus précisément, le mot espèces est une simple transcription du mot latin species, dont le sens est ici : apparence. Ce mot souligne le fait que, d'après la foi catholique, après la consécration, il n'y a plus que les apparences du pain et du vin, tandis qu'en réalité, ce sont le Corps et le Sang du Christ, comme l'a expliqué Thomas d'Aquin, théologien du XIIIe siècle :
« Car toute la substance du pain est convertie en toute la substance du Corps du Christ, et toute la substance du vin en toute la substance du Sang du Christ. Cette conversion n'est donc pas formelle mais substantielle. Elle ne figure pas parmi les diverses espèces de mouvements naturels, mais on peut l'appeler "transsubstantiation", ce qui est son nom propre ».
Le Lauda Sion du même Thomas d'Aquin l'exprime sous forme poétique.
Le pain est habituellement appelé hostie.
Pour être valides, les espèces doivent être consacrées par un ministre du culte. 
On peut communier avec les deux espèces ou non. Le plus souvent, on communie avec une seule, et dans ce cas c'est le pain.
Pour les catholiques, « Le Christ Jésus qui est mort, qui est ressuscité » (cf. Rm 8,34) est présent de multiples manières à son Église : dans sa Parole, dans la prière de son Église, « là où deux ou trois sont rassemblés en mon nom » (Mt 18,20) ; dans les pauvres, les malades, les prisonniers (cf. Mt 25,31-46) ; dans ses sacrements dont il est l’auteur, dans le sacrifice de la messe et en la personne du ministre. Mais « au plus haut point (il est présent) sous les espèces eucharistiques » (Sacrosanctum concilium, 7). Le Christ est présent tout entier dans les espèces eucharistiques : « La présence eucharistique du Christ commence au moment de la consécration et dure aussi longtemps que les espèces eucharistiques subsistent. Le Christ est tout entier présent dans chacune des espèces et tout entier dans chacune de leurs parties, de sorte que la fraction du pain ne divise pas le Christ » (cf. concile de Trente : DS 1641)